# Achad ha-Am
Achad ha-Am (hebr. אחד העם) Aszer Cwi (Hirsz) Ginsberg (ur. 18 sierpnia 1856 w Skwyrze, zm. 2 stycznia 1927 w Tel Awiwie) – żydowski pisarz i filozof, czołowy filozof ruchu syjonistycznego, jeden z autorów najważniejszych określeń dotyczących świeckiej tożsamości państwa żydowskiego.

## Życiorys

### Dzieciństwo i młodość
Urodził się latem 1856 roku w miejscowości Skwyra w Imperium Rosyjskim (obecnie terytorium Ukrainy). Jego rodzice byli pobożnymi Żydami należącymi do chasydzkiego ruchu religijnego. W wieku 12. lat Aszer został wysłany do chederu, gdzie studiował Talmud i średniowieczną filozofię żydowską, z naciskiem na dzieła Mojżesza Majmonidesa. Jego ojciec został administratorem dużej posiadłości we wsi na przedmieściach Kijowa. Przeniósł tam swoją rodzinę, a dla swojego syna ściągnął prywatnych nauczycieli, którzy pomagali mu w poznawaniu filozofii oraz nauce języków: rosyjskiego, niemieckiego, francuskiego, angielskiego oraz łaciny. Młody Ginsberg był bardzo krytyczny wobec dogmatycznej natury judaizmu ortodoksyjnego. Silne wpływy współczesnej filozofii doprowadziły go do porzucenia chasydyzmu, a następnie odejścia od wiary i tradycji żydowskiej, pozostał jednak wierny jego dziedzictwu kulturowemu, zwłaszcza etycznym ideałom judaizmu. Usiłował odnaleźć syntezę między judaizmem a ówczesną europejską filozofią.
W 1873 roku wziął ślub (w wieku 17. lat). W kolejnych latach kilkakrotnie bez powodzenia usiłował dostać się na uniwersytety w Cesarstwie Niemieckim i Monarchii Austro-Węgierskiej. Powrócił do Rosji i zamieszkał w Odessie.

### Działalność publiczna
Ginsberg znalazł się w Odessie pod silnym wpływem Leona Pinskera i w 1884 roku wstąpił do żydowskiej organizacji Chowewej Syjon. Jej celem było podejmowanie działań wspierających żydowską emigrację do Ziemi Izraela, będącej wówczas pod panowaniem Imperium Osmańskiego. W przeciwieństwie do Pinskera, Ginsberg nie wierzył w syjonizm polityczny, który w tym czasie przeżywał ciężkie doświadczenia z antysemityzmem i był rozgoryczony niepowodzeniami w walce o prawa żydowskie. Zamiast tego, zaproponował on duchowe wartości żydowskiego renesansu, które mogły być rozwijane w ramach ruchu syjonistycznego. Widział on wyniszczające rozerwanie żydowskich rodzin uciekających przed prześladowaniami z Rosji. Rozerwanie to sięgało głęboko, szkodząc narodowemu życiu wszystkich Żydów żyjących w diasporze. Idea zjednoczenia wszystkich Żydów w Ziemi Izraela nie wydawała się idealnym rozwiązaniem, ponieważ dotyczyła bardziej przyszłości niż teraźniejszej rzeczywistości. Osadnictwo żydowskie w Palestynie wydawało się idealne do urzeczywistnienia mesjańskich nadziei, jednak nie dawało rozwiązań współczesnych problemów. Dlatego Ginsberg założył w 1889 roku elitarne tajne stowarzyszenie Bnei Mosze, które propagowało przekształcenie Chowewej Syjon w ruch na rzecz odrodzenia kultury i języka hebrajskiego. Stowarzyszenie to było aktywne przez osiem lat i osiągnęło liczne sukcesy.
W międzyczasie Ginsberg rozpoczął swoją działalność pisarską, publikując pod pseudonimem Achad ha-Am (hebr. אחד העם; pol. Jeden z ludu). W 1889 roku w czasopiśmie HaMelitz opublikował artykuł zatytułowany „Nie tędy droga”. Zawarł w nim zmianę swojego podejścia do działalności Chowewej Syjon. Napisał w nim, że Ziemia Izraela nie będzie w stanie wchłonąć większości żydowskiej diaspory, a utworzenie żydowskiego domu narodowego w Palestynie nie rozwiąże problemu żydowskiego. Ponadto twierdził, że trudne warunki osadnictwa w Palestynie zniechęcą większość Żydów do alii, a dodatkowe kłopoty pojawią się ze strony trudności z zakupem ziemi i niechęcią tureckich władz. Widząc te trudności, Ginsberg przedstawił ideę „duchowego Syjonizmu”. Opowiadał się za utworzeniem w Ziemi Izraela centrum kultury żydowskiej, w którym poza fizyczną pracą kolonizacyjną prowadzono by działania kulturalne i edukacyjne. Centrum to działałoby na rzecz wzmocnienia żydowskiego życia w diasporze – aby Żydzi stali się jednym narodem, a ich duch narodowy został odnowiony. Miał nadzieję, że kształtowana w ten sposób żydowska tożsamość będzie oparta na żydowskiej etyce, co w rezultacie dopomoże rozwiązać narastające problemy między tradycyjnym judaizmem a jego reformowanymi odłamami i ruchem Haskali. Ginsberg wierzył dalej, że ludność żydowska może rozwijać się w Ziemi Izraela i w przyszłości doprowadzić do utworzenia państwa żydowskiego, w którym będzie możliwa wolność narodowa i rozwój kultury.
W latach 1891–1892 odwiedził Palestynę. Przekonał się, że próba utworzenia żydowskiego domu narodowego w Ziemi Izraela będzie wiązać się z bardzo dużymi wysiłkami całego ruchu syjonistycznego. Ginsberg jako pierwszy zwrócił uwagę na możliwość pojawienia się problemów z ludnością arabską w Palestynie, co może skutkować wybuchem konfliktu izraelsko-arabskiego. W swoim artykule „Prawda z Ziemi Izraela” (1891) napisał, że wielkim błędem jest odnoszenie się do Arabów jak do „zwierząt z pustyni (...) nie rozumiejących, co się dzieje w ich otoczeniu”. Ginsberg zyskał sobie wówczas przydomek głównego wewnętrznego krytyka ruchu syjonistycznego. Ginsber napisał m.in.:
„My mieszkający za granicą jesteśmy przyzwyczajeni, że prawie cała Ziemia Izraela jest obecnie niezamieszkaną pustynią, i każdy kto chce może kupić ziemię jaka mu się podoba. Ale to nie jest prawda. Jest bardzo trudno znaleźć ziemię uprawną, która nie jest wykorzystywana rolniczo. Nieużytkami są tylko te ziemie, które są kamieniste, pustynne lub położone w górach, które wymagają zainwestowania ciężkiej pracy i poniesienia dużych kosztów, aby nadawały się do uprawy. A jest tak dlatego, że Arabowie nigdy nie lubili zbyt wiele pracować. W związku z tym jest bardzo trudno znaleźć dobrą ziemię. I nie tylko chłopi, ale także bogaci mieszczanie nie sprzedają łatwo dobrej ziemi”.
„My mieszkający za granicą jesteśmy przyzwyczajeni wierzyć, że wszyscy Arabowie są dzikimi ludźmi pustyni, którzy jak osły nie rozumieją co się dzieje wokół nich. Ale to jest poważny błąd. Arabowie, jak wszyscy Semici, mają ostry i przenikliwy umysł. Wszystkie miasteczka Ziemi Izraela są pełne arabskich kupców, którzy wiedzą jak wykorzystywać masy i śledzą każdego, z kim mają do czynienia – tak samo jak w Europie. Arabskie elity, zwłaszcza żyjące w miastach, widzą i rozumieją to, co robimy i co chcemy zrobić na tej ziemi, ale siedzą cicho i udają, że nic nie widzą. Na razie nie uznają naszych działań jako stwarzających zagrożenie dla swojej przyszłości (...) Ale jeśli przyjdzie taki czas, gdy życie naszych ludzi w Ziemi Izraela osiągnie punkt, w którym zaczniemy zabierać ich miejsca, tubylcy nie odejdą na bok tak łatwo”.
„Z pewnością, z naszej przeszłej i obecnej historii musimy nauczyć się, w jaki sposób ostrożnie postępować, aby złymi uczynkami nie sprowokować gniewu tubylców; jak powinniśmy być ostrożni w kontaktach z obcymi ludźmi, do których wróciliśmy by wśród nich żyć, by traktować ich z miłością i szacunkiem, i rzecz jasna, ze sprawiedliwością i prawidłową oceną. A co nasi bracia robią? Dokładnie odwrotnie! Byli niewolnikami w swoich diasporach, i nagle znaleźli się w nieograniczonej swobodzie i wolności, jaką tylko może zaoferować taki kraj jak Turcja (Imperium Osmańskie). Taka nagła zmiana ujawniła despotyczne skłonności ich serc, tak zawsze się dzieje z byłymi niewolnikami [’eved ki jimloch – pod niewolnikiem, gdy królem zostanie – Przyp. 30:22]. Traktują Arabów z wrogością i okrucieństwem, postępują niesprawiedliwie, bez wystarczającego powodu czynią haniebne rzeczy, a nawet chwalą się swoimi działaniami. Nie ma nikogo, kto zatrzymałby tę powódź i położył kres tym nikczemnym i niebezpiecznym tendencjom. Nasi bracia rzeczywiście mieli rację, kiedy mówili, że Arabowie szanują tylko tych, którzy okazują męstwo i odwagę. Ale kiedy ci ludzie czują, że ich rywale postępują bezprawnie; i jeszcze bardziej, jeśli mają rację, że ich rywale działają niesprawiedliwie i opresyjnie; to oni, nawet jeśli zachowują swój spokój i cichość, to w ich sercach narasta gniew. Ci ludzie będą mściwi jak nikt inny”.
Ginsberg obawiał się, że nowe państwo żydowskie będzie miało przed sobą ponurą przyszłość „wojny wewnętrznej i zewnętrznej”. Dlatego zamiast dążyć do jak najszybszego ustanowienia państwa, proponował, aby ruch syjonistyczny prowadził stopniową kolonizację Palestyny, tworząc w niej centrum kultury żydowskiej. Inspirowałoby ono odrodzenie żydowskiego życia narodowego w diasporze. Wówczas naród żydowski wzmocniłby się i byłby odpowiednio przygotowany także od strony etycznej i moralnej do budowy własnego państwa. Ginsberg nie wierzył, że biedni pionierzy zakładający kolonie w Palestynie, pracujący w oddaleniu od wielkich żydowskich myślicieli, będą w stanie zbudować żydowską ojczyznę. Widział, że nowe kolonie w Palestynie są całkowicie zależne od hojności zagranicznych dobroczyńców. I w tej perspektywie widział porażkę ruchu Chowewej Syjon.

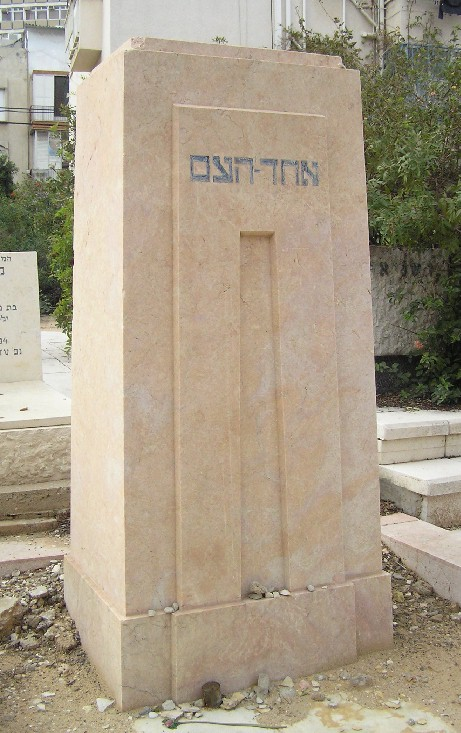
Grób Aszera Ginsberga w Tel Awiwie

W 1894 roku Ginsberg usiłował opublikować encyklopedię wszystkich spraw judaizmu, nie zdołał jednak pozyskać potrzebnych do tego funduszy. W latach 1896–1903 pracował jako redaktor hebrajskiego miesięcznika Hashiloah. Mniej więcej w tym samym czasie nawiązał kontakt z Theodorem Herzlem, który w 1896 roku opublikował swój słynny artykuł „Państwo żydowskie” (niem. Der Judenstaat). Ginsberg przyłączył się do nowego ruchu i wziął udział w Pierwszym Kongresie Syjonistycznym w Bazylei (29–31 sierpnia 1897). Wezwano na nim do utworzenia państwa żydowskiego „uznanego przez międzynarodowe prawo” (niem. Volkerrechtlich). Ginsberg, krótko po tym opublikował artykuł pt. „Żydowskie Państwo i Żydowski Problem”, w którym wyraził pogląd, że żydowskie państwo podzieli żałosny los żydowskich kolonii ledwo egzystujących ówcześnie w Palestynie. Ginsberg stanął w opozycji do Herzla i jego polityki syjonistycznej. Uważał, że najważniejszym problemem narodu żydowskiego nie jest antysemityzm i przemoc wobec Żydów. Największy problem widział on w utracie duchowego charakteru i wartości nowoczesnego judaizmu. Podkreślał, że bez żydowskiego odrodzenia narodowego w diasporze, jest niemożliwe zorganizowanie autentycznego wsparcia dla idei żydowskiej siedziby narodowej. A nawet jeśliby takie państwo powstało, byłoby ono słabe i niezdolne do utrzymania.
Drugi Kongres Syjonistyczny (28–31 sierpnia 1898) przyjął ideę upowszechniania kultury żydowskiej w diasporze, jako narzędzia do wspierania realizacji celów Światowej Organizacji Syjonistycznej i doprowadzenia do odrodzenia narodu żydowskiego. Ginsberg włączył się w tę działalność, otwierając wydawnictwo hebrajskie Achiasaf i wspierając tworzenie szkół żydowskich. Ginsberg promował w nich pogląd, że Żydem niekoniecznie jest osoba podążająca drogą prawa Mojżeszowego. Raczej jest nią ktoś, kto identyfikuje się z żydowską narodowością oraz wyraża to poprzez aliję i mówienie językiem hebrajskim. Mimo zaciętego sprzeciwu starszych mieszkańców starego jiszuwu, instytucje edukacyjne kontynuowały taką hebrajską nacjonalistyczną edukację. W 1908 roku Ginsberg odbył kolejną podróż do Palestyny, po czym przeniósł się do Londynu, gdzie zarządzał żydowską firmą Wissotzky Tea. Pomimo zaangażowania się w działalność biznesową, kontynuował także pracę syjonistyczną. Między innymi wspierał prace przygotowawcze do założenia pierwszej żydowskiej uczelni technicznej w Palestynie – Technion w Hajfie. Podczas I wojny światowej, w latach 1915–1918 współpracował z Chaimem Weizmanem w sprawie ogłoszenia przez rząd brytyjski deklaracji Balfoura (2 listopada 1917). Przy okazji budowy Uniwersytetu Hebrajskiego w Jerozolimie, Ginsberg napisał: „Otworzenie własnej szkoły (...) bardziej przybliża nas do naszego celu niż sto osad rolniczych”.
W 1922 roku wyemigrował do Brytyjskiego Mandatu Palestyny i zamieszkał w Tel Awiwie. Do 1926 roku pracował jako członek rady miejskiej. Zmarł 2 stycznia 1927 roku i został pochowany w Tel Awiwie.

## Znaczenie
Ginsberg wywarł silny wpływ na całe pokolenia młodych syjonistów, szczególnie w Europie Wschodniej. Był także twórcą nowego stylu hebrajskiego dziennikarstwa. Jest uznawany za jednego z najważniejszych współczesnych hebrajskich pisarzy i krytyków literatury.

## Publikacje
- Lo ze ha-derech [Nie tędy droga]. Odessa: 1889. Brak numerów stron w książce (esej)
- al paraschat ha-drachim. 1895. Brak numerów stron w książce (cztery tomy esejów)
- Hashiloah. 1896–1903. Brak numerów stron w książce (czasopismo)
- Der Jischuw und sein Vormund. 1902. Brak numerów stron w książce